# Torrecilla (Murcia)
Torrecilla es una pedanía del municipio español de Lorca, en la Región de Murcia. Se extiende desde el Barrio de San Antonio, el límite con la ciudad, hasta la rambla de Béjar, límite con el municipio de Puerto Lumbreras, a ambos márgenes de la carretera de Granada. 
En ella se sitúa una torre de vigía árabe del siglo XI que da nombre a la pedanía y que formaba parte de un conjunto de torres de vigilancia situadas estratégicamente a lo largo del Valle del Guadalentín.

## Geografía física
Físicamente comprende dos zonas diferenciadas: una parte montañosa (Sierra de Las Estancias) con la Peñarrubia (983 m de altitud) como pico más alto, y la otra parte que comprende parte del Valle del Guadalentín donde se asienta la casi totalidad de la población de la pedanía.

## Infraestructuras y servicios
Se trata de la pedanía mayor dotada en cuanto a infraestructuras ya que en ella se localiza dos de los polígonos industriales de Lorca, uno denominado "Saprelorca", muy cercano al límite con Puerto Lumbreras y el de "Los Peñones". También se ubica en la pedanía el Hospital General Universitario Rafael Méndez, la Ciudad Deportiva de la Torrecilla, el IES San Juan Bosco, un colegio público y el campo de fútbol municipal Francisco Artés Carrasco donde disputa los partidos el CF Lorca Deportiva. Además es cruzada por la Autovía del Mediterráneo y por el Trasvase Tajo-Segura soterrado en el ramal que aporta agua al norte de la provincia de Almería.

## Parajes y Lugares
- Torre de Torrecilla
- Yacimiento argárico de Los Cipreses
- Apiche
- Cementerio de San Clemente
- Olivar de Felipón
- La Palera
- Los Pérez
- El Barranco
- Las Brecas de Sicilia
- La Alberquilla
- El Aljibe

## Transporte

### En autobús
Prestan servicio las siguientes líneas urbanas:
| Línea | Recorrido           | Operador |
| ----- | ------------------- | -------- |
| 1     | Apolonia - Hospital | Limusa   |
| 2     | Apolonia - Almenara | Limusa   |

Además, prestan servicio las siguientes líneas interurbanas:
| Línea     | Recorrido                   | Recorrido                   | Recorrido                   | Operador |
| --------- | --------------------------- | --------------------------- | --------------------------- | -------- |
| MUR-026-1 | Águilas - Lorca - Murcia    | Águilas - Lorca - Murcia    | Águilas - Lorca - Murcia    | Interbus |
| MUR-026-3 | Lorca - Puerto Lumbreras    | Lorca - Puerto Lumbreras    | Lorca - Puerto Lumbreras    | Interbus |
| MUR-026-5 | Lorca - Vélez-Rubio - María | Lorca - Vélez-Rubio - María | Lorca - Vélez-Rubio - María | Interbus |
| MUR-043-1 | Lorca - Murcia              | Lorca - Murcia              | Lorca - Murcia              | Interbus |